# Czernica (Jeżów Sudecki)
Czernica (deutsch Langenau) ist ein Dorf in der Landgemeinde Jeżów Sudecki im Powiat Jeleniogórski in Polen. Es liegt etwa sechs Kilometer nordwestlich von Jeżów Sudecki (Grunau) und etwa neun Kilometer nördlich von Jelenia Góra im Tal des Flusses Lipka im Bober-Katzbach-Gebirge.

## Geschichte
„Langenow“ wurde erstmals in dem zwischen 1295 und 1305 datierten Liber fundationis episcopatus Vratislaviensis urkundlich erwähnt. Es gehörte zum Herzogtum Schweidnitz-Jauer, mit dem es nach dem Tod des Herzogs Bolko II. erbrechtlich an Böhmen fiel, wobei Bolkos II. Witwe Agnes von Habsburg bis zu ihrem Tod 1392 ein Nießbrauch zustand. Im Jahr 1574 wurden im Schloss Langenau die zuvor abgebrochenen Religionsgespräche mit Matthias Flacius Illyricus, an denen in Langenau auf protestantischer Seite Jakob Colerus (1537–1612) teilnahm, fortgeführt. Im Jahr 1598 ging das Schloss in den Besitz der Familie von Lest über. Während des Dreißigjährigen Krieges belagerten polnische Truppen, die sogenannten „Lisowczycy“, auf Befehl Karl Hannibals von Dohna erfolglos das Schloss. Von 1816 bis 1945 gehörte der Ort zum Landkreis Löwenberg in der Provinz Schlesien, in den Zeiten ihrer Teilung zur Provinz Niederschlesien. Der Ort war in Ober- und Nieder-Langenau geteilt. Anfang des 19. Jahrhunderts umfasste Nieder-Langenau 89 Häuser mit 403 Einwohnern, Ober-Langenau 142 Häuser mit 755 Einwohnern. 1874 wurde der Amtsbezirk Langenau gebildet, zu dem die Landgemeinden Flachenseiffen, Nieder Langenau und Ober Langenau sowie die Gutsbezirke Flachenseiffen und Ober Langenau gehörten. Zum 1. Januar 1935 wurden die Landgemeinden Nieder Langenau und Ober Langenau zur neuen Landgemeinde Langenau vereinigt.
Als Folge des Zweiten Weltkrieges fiel Langenau mit dem größten Teil Schlesiens an Polen. Nachfolgend wurde es in Czernica umbenannt. Zwischen 1975 und 1998 war Czernica Teil der Woiwodschaft Jelenia Góra, bevor es mit der Landgemeinde Jeżów Sudecki der Woiwodschaft Niederschlesien zugeteilt wurde.

## Bauwerke
- Die katholische Dorfkirche ist dem Erzengel Michael geweiht, stammt ursprünglich aus dem 13. Jahrhundert, wurde im 14. Jahrhundert und um 1520 umgebaut. Sie besitzt einen zweijochigen Chor mit Kreuzrippengewölbe und Strebepfeilern, während das Äußere des Kirchenschiffes kein Strebewerk aufweist. Der Türbeschlag stammt aus dem Jahr 1572. Im Jahr 1584 erhielt die damals evangelische Kirche zunächst eine kleine, 1595 eine große Glocke.[7] Der Hochaltar im Stil des Manierismus wurde in den Jahren 1605 bis 1615 gefertigt, als die Kirche zweimal renoviert wurde.[8] Im Jahr 1655 wurde sie in eine katholische Kirche umgewandelt.[9] Einige herausragende Epitaphien in der Kirche wurden im 16. und 17. Jahrhundert geschaffen. u. a. für Balthasar von Schaffgotsch († 1564), Magdalena von Zedlitz († 1577), Magdalena von Kittlitz († 1588) und Oswald von Lest († 1685), der im Jahr 1672 seinen Bruder Nikolaus auf Schloss Langenau im Streit getötet hatte.

- Das Schloss Langenau war ein seit etwa um das Jahr 1300 bekannter Rittersitz mit einer wehrhaften Burg der Herren von Langenow. Später gelangte es an die Familien von Kittlitz und von Seydlitz und 1518 an die Familie von Schaffgotsch. 1543 wurde es von Balthasar von Schaffgotsch zu einer dreiflügeligen Anlage erweitert. Der hufeisenförmige Bau wurde von einem Wassergraben umgeben und war befestigt. 1728 ging das Schloss an die Familie von Glaubitz, von 1787 bis 1861 gehörte es der Familie von Förster, von der es der Großunternehmer Leopold Schoeller für seine Tochter kaufte. Sie war mit Friedrich von Klitzing verheiratet, in dessen Besitz das Schloss 1892 überging. Er ließ das Schloss im späten 19. Jahrhundert massiv umbauen, wobei die alte Bausubstanz zum größten Teil abgetragen wurde. Der Neubau wurde im Stil der Neorenaissance ausgeführt, zugleich nach den neuesten Möglichkeiten der Technik modernisiert. So wurden eine Zentralheizung und Elektrizität installiert. Vom einstigen Schloss blieb allein die sogenannte Schlosskapelle erhalten, deren Malereien aus dem Jahr 1563 stammen und Teppichmuster im Sockelbereich, Stillleben sowie Pflanzenornamente aufweisen. Darüber hinaus haben die in den Bogennischen des Raumes aufgemalten Wappen Bedeutung für die Heraldik der dort vertretenen Adelsgeschlechter. Bis 1945 war die Anlage im Besitz der Familie Klitzing, dann des polnischen Staates, seit 1992 befindet es sich in Privatbesitz.

- Auf Ersuchen von Christoph Ferdinand Freiherr von Glaubitz im Jahr 1741 wurde durch Friedrich den Großen die Genehmigung zum Bau einer evangelischen Kirche erteilt. Grundsteinlegung war 1743 und bereits 1744 konnte das massive, „ovale“ Bethaus eingeweiht werden. Im Jahr 1767 wurde eine Orgel eingebaut. Anlässlich des 50-jährigen Bestehens der Kirchengemeinde veröffentlichte Ernst Lebrecht Traugott Pinzger (1789–1808), Prediger von Langenau und Vater des Klassischen Philologen Gustav Pinzger, einen Abriss zur Geschichte der evangelischen Kirchengemeinde,[10] die mit Bildung der Evangelischen Kirche in den Königlich Preußischen Landen ab 1817 an die Kirchenprovinz Schlesien kam. Im Jahr 1910 wurde ein durch Spenden und ein Vermächtnis finanzierter Glockenturm fertiggestellt, der drei Glocken in d, f und as erhielt. Die d- und die f-Glocke wurden 1917 als Rohstoff für die Industrie während des Ersten Weltkriegs eingeschmolzen. Als Ersatz wurden 1922 drei neue Glocken mit den Tönen e, gis und h gesetzt. Die nun nicht mehr unterzubringende as-Glocke wurde der Kirche in Kupferberg im Riesengebirge vermacht. Seit die Kirche im Jahr 2002 einstürzte und abgetragen wurde, ist heute nur noch ihr Turm erhalten.

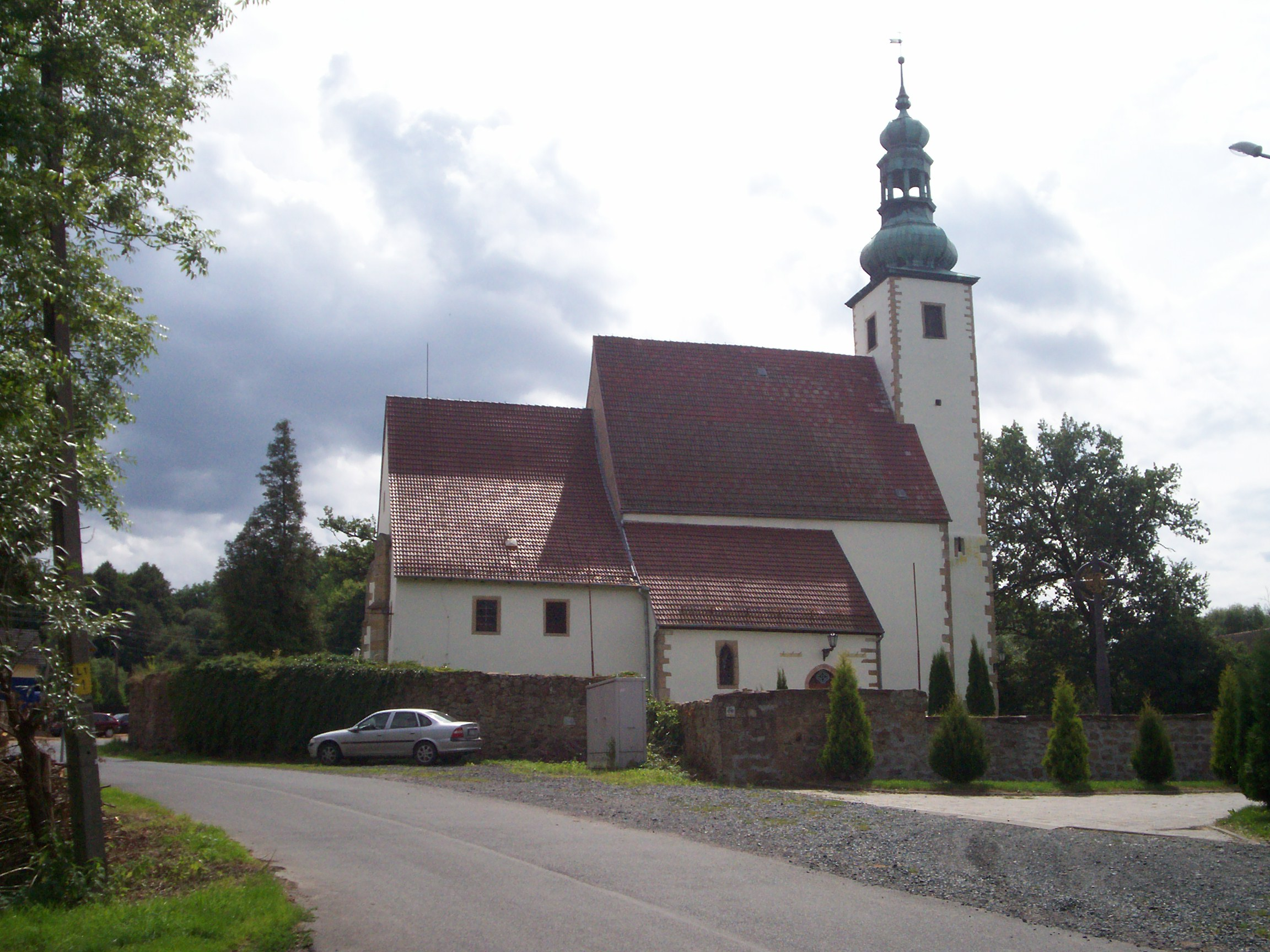
Kirche des Erzengels Michael in Czernica
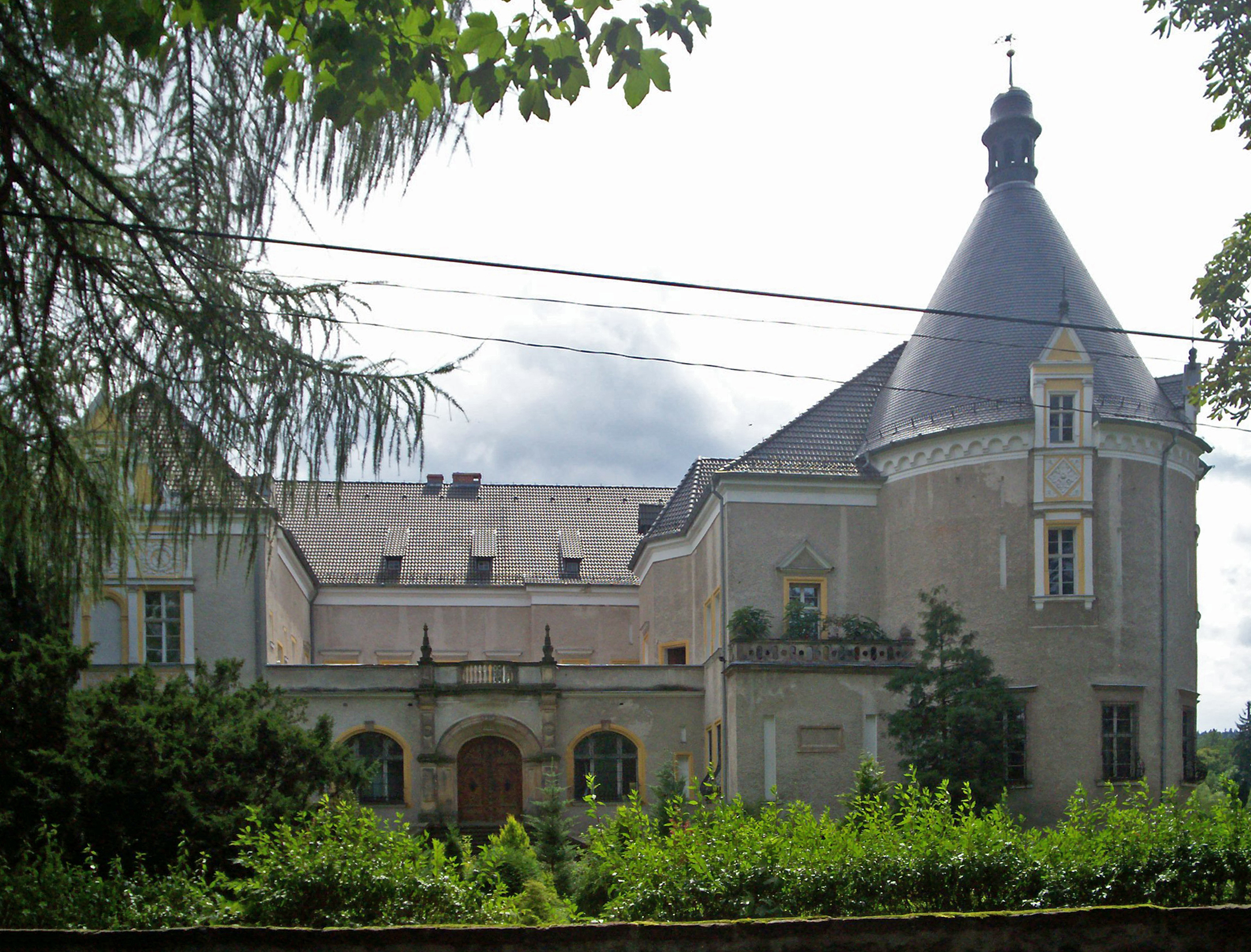
Schloss von Czernica
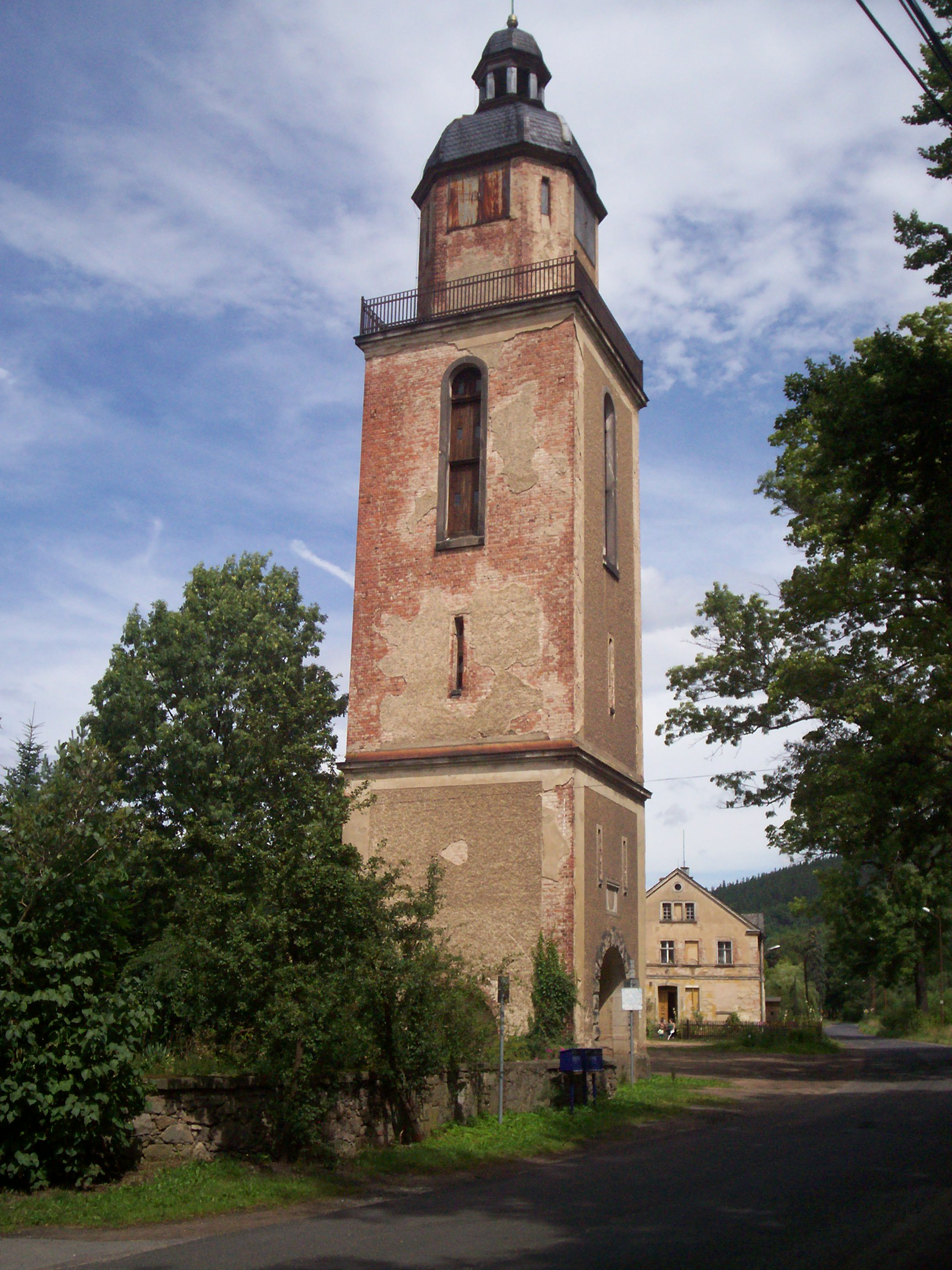
Turm der ehemaligen evangelischen Kirche

## Persönlichkeiten
- Hans Christian Alexander von Schweinitz (1750–1805), preußischer Landrat